# 하이드로퍼옥실
하이드로퍼옥실 또는 하이드로퍼옥실 라디칼은 초과산화물의 양성자화된 형태이다. 분자식은 HO2이다.
하이드로퍼옥실은 대기에서 아주 중요한 역할을 하고, 세포 생물학에서는 활성산소로써 활동한다.
하이드로퍼옥실의 분자구조는 굽은형이다.
과산화 음이온(O2-)과 하이드로퍼옥실 라디칼은 수용액에서 평형상태로 존재한다.
O2- + H2O ⇌ HO2 + OH-
또한, 하이드로퍼옥실의 pKa는 4.88이다. 그러므로, 전형적인 세포기질에 존재하는 과산화물의 약 0.3%는 양성자화된 상태이다.
하이드로퍼옥실은 일산화 질소를 이산화 질소로 산화시킨다.
NO + HO2 → NO2 + OH
하이드로퍼옥실은 짝염기인 O2-와 함께, 중요한 활성산소이다.
O2-와 달리 환원을 하는 하이드로퍼옥실은 지질 이중층의 토코페롤 및 다중 불포화 지방산으로부터 수소 원자의 추출과 같은 다수의 생물학적으로 중요한 반응에서 산화제로 작용할 수 있다.
따라서, 지질 과산화물의 중요한 촉발제로 작용할 수 있다.
기체 상태의 하이드로퍼옥실은 성층권 오존을 파괴하는 반응 사이클에 관여한다. 하이드로퍼옥실은 대류권에 존재하며, 이는 본질적으로 과산화 라디칼(O2-)에 의한 일산화탄소 및 탄화수소의 산화 부산물이다.
비투전율은 pKa에 강한 영향을 미치고 공기의 비투전율은 상당히 낮기 때문에, 광화학적으로 대기에서 생성된 과산화물은 거의 모두 하이드로퍼옥실로 존재한다.
하이드로퍼옥실 라디칼은 반응성이 높기 때문에 특정 유기 오염 물질을 분해하여 대기의 세정제 역할을 한다.